# Hyles major
Hyles major är en fjärilsart som beskrevs av Charles Oberthür. Hyles major ingår i släktet Hyles och familjen svärmare. Inga underarter finns listade i Catalogue of Life.